# Аничковский трактир
Аничковский трактир — трактирное заведение, располагавшееся у Аничкова моста. Существовало в 1880-е — 1910-е годы. Трактир был поделён на нижний чистый и верхний чёрный этажи, где различались цены, обустройство и уровень обслуживания.
Постоянными посетителями чёрной и верхней части трактира были извозчики и артисты низшего разряда, которые выступали во время празднеств в нескольких местах, хотя во время больших праздников они хорошо зарабатывали, им приходилось выживать на полученную зарплату в остальное время года. Трактир превратился в своеобразную актёрскую биржу, если предприниматели искали актёров для подработки, они отправлялись в аничковский трактир. Актёрским клубом руководил актёр Антипов. По этой же причине трактир в шутку называли дворцом актёров.
В чистой части обедали зажиточные купцы. Также в этой части свой штаб общества репортёров устроил журналист Николай Волокитин, его члены обслуживали большинство редакций петербургских газет. Волокитин прибывал в трактир каждое утро, заказывал для своих подручных пиво и кроил газетные заметки. 